# 邱于庭
邱于庭（Fong-Hua Chiu，1958年11月27日—），原名邱鳳華，台灣女演員。出生於高雄眷村，曾于1982年拍摄香港電影《女人檔案》时改用藝名安艾玲(翻译自英文名 Irene)，初出道前为廣告模特儿、後签约為歌手及演员。

## 演艺生涯
邱于庭19歲时因替朋友的公司拍摄廣告而被星探相中，从此踏入演藝圈。
早期以拍攝廣告和電影爲主，其後於1980年涉足電視圈，首部電視劇為勾峰製作的台視《游俠兒》。由於在台視期间仅拍了部《游俠儿》後并未受重用，她于1983年签约中視，合約為歌星約。後因其外型與動作大方自然，被中視派去拍戲，改签演員約。
首部中視電視劇為閩南語連續劇《鐵漢柔情》。第二部電視劇《大执法》開始為觀眾所熟悉，並獲中視力捧為當家花旦。1985年中視八點檔連續劇《大將軍與小鳳仙》令其在台灣迅速走紅，廣告代言與秀場登台的機會源源不絕。
1988年不幸捲入不實社會新聞，因而遭代言廠商全面撤掉廣告，演藝生涯頓時陷入低潮。1989年再獲中視力捧，被點名爲八點檔重頭劇《胭脂扣》女主角，合作演員包括來自香港的林國雄與毛舜筠。
1993年參演華視八點檔連續劇《包青天》，從而打開其在港台的知名度。1995年更在香港獲亞洲電視及無綫電視邀請參與《包青天》的演出。
2000年後淡出演藝圈從商。2006年獲電視劇製作人李鵬之邀演出華視《我愛我夫我愛子》，搭檔倪齊民與王中皇，演繹一位多磨多難的妻子，卻堅守自己的家庭與愛情。此劇亦在中國大陸多個衛視省台獲得極高收視率。
2007年為民視拍攝長達386集的八點檔鄉土劇《愛》，飾演洪家二房方蕙心，與飾演其兒子的王識賢有多場對手戲。
2011年再次復出拍攝民視八點檔鄉土劇《父與子》，於劇中飾演柯俊雄的妻子李香蘭。

## 作品

### 電視剧

#### 台視
| 首播   | 劇名                          | 角色 |
| 1980年 | 游俠儿                        |      |
| 1990年 | 人間劇場-都市寓言系列《蝴蝶》 | 蝴蝶 |

#### 中視
| 首播   | 劇名             | 角色             |
| 1983年 | 鐵漢柔情         |                  |
| 1983年 | 大執法           | 溥格爾格格       |
| 1984年 | 降龍羅漢         |                  |
| 1984年 | 挑夫             | 劉翠姑           |
| 1984年 | 春回             |                  |
| 1984年 | 小旦             |                  |
| 1984年 | 書劍千秋         | 張小芸           |
| 1984年 | 輕霧             |                  |
| 1985年 | 她是我媽媽       | 韓梅             |
| 1985年 | 大將軍與小鳳仙   | 小鳳仙（蕭鳳雲） |
| 1986年 | 雙姝怨           | 林玉珊           |
| 1986年 | 愛在燃燒         | 榮莲             |
| 1987年 | 醉拳             | 黑妞             |
| 1987年 | 不能說出你的名字 |                  |
| 1988年 | 情義無價         | 韋雲             |
| 1989年 | 胭脂扣           | 胭脂（琥珀郡主） |
| 1989年 | 七世姻缘之洛神賦 | 甄宓             |
| 1989年 | 七世姻缘之小倩   | 张小倩           |
| 1989年 | 七世姻缘之鸳鸯冢 | 朱采玉           |
| 1989年 | 七世姻缘之金石盟 | 王十朋（反串）   |
| 1990年 | 讓我再愛一次     | 葉秋钒           |

#### 華視
| 首播   | 劇名                     | 角色          |
| 1993年 | 包青天之雙釘記           | 張銀花        |
| 1993年 | 包青天之鍘龐昱           | 金玉娘        |
| 1993年 | 包青天之報恩亭           | 水仙          |
| 1993年 | 包青天之鴛鴦蝴蝶夢       | 沈柔 / 沈離垢 |
| 1993年 | 包青天之生死戀           | 趙婕如        |
| 1993年 | 包青天之魚美人           | 晓怜 / 金牡丹 |
| 1994年 | 七俠五義之眞命天子       | 蘭妃（客串）  |
| 1994年 | 七俠五義之英雄無淚       | 柳鳳          |
| 1994年 | 七俠五義之美人如玉劍如虹 | 水寄萍        |
| 1994年 | 愛到深處                 | 楊婉貞        |
| 1994年 | 兄弟有緣                 | 吴淑芳        |
| 1995年 | 兄弟有緣Ⅱ                | 吴淑芳        |
| 1996年 | 三國英雄傳之關公         | 貂蟬          |
| 2006年 | 我愛我夫我愛子           | 蔡心蘭        |

#### 亚洲電視
| 首播   | 劇名                   | 角色            |
| 1995年 | 新包青天之蝶影遺恨     | 凌小蝶 / 蝶紫嫣 |
| 1996年 | 計中計狀元財之五湖四海 | 欧阳四海        |

#### 三立
| 首播   | 劇名                 | 角色   |
| 2000年 | 新聊斋怪谈之黑蛾魔咒 | 柳如湄 |

#### 民視
| 首播   | 劇名   | 角色   |
| 2007年 | 愛     | 方蕙心 |
| 2011年 | 父與子 | 李香蘭 |

### 電影
| 年份   | 電影名                   | 角色                 |
| 1979年 | 西風的故鄉               | 秋玉                 |
| 1980年 | 學生哥(又名：暑期工讀生) | 女大學生             |
| 1980年 | 雁兒歸                   | 秋雲之妹             |
| 1980年 | 佳期鬧翻天               | 蕙蕙                 |
| 1982年 | 俏如彩蝶飛飛飛           | 阿琴                 |
| 1982年 | 女人檔案                 |                      |
| 1986年 | 國父傳                   | 宋庆龄               |
| 1992年 | 阿呆                     | 西藥房老闆娘（客串） |